# 文家店镇
文家店镇，是中华人民共和国贵州省铜仁市思南县下辖的一个乡镇级行政单位。

## 行政区划
文家店镇下辖以下地区：
临江社区、群山村、五星村、沿沙村、红旗村、龙山村、六井村、青龙村、屯山村、堰塘村、三七村、大坪村和尖峰村。

## 中国传统村落
2013年8月，龙山村被评为第二批中国传统村落。